# Badis (pel·lícula)
Badis ( باديس) és una pel·lícula marroquina dirigida per Mohamed Abderrahman Tazi el 1988.

## Argument
A l'ombra de la península fortalesa de Badis, un enclavament espanyol en territori marroquí. Un professor és traslladat voluntàriament de Casablanca per vigilar millor la seva dona Touria. Ell la segresta a casa, però ella es fa amiga de la Moira, una noia mig marroquina mig espanyola del poble. Les dues dones se sentiran atrapades i intentaran fugir.

## Repartiment
- Jillali Ferhati
- Aziz Saâdallah
- Maribel Verdú
- Bachir Skiredj
- Zakia Tahiri Bouchaâla
- Naima Lemcherki

## Premis
- Segon premi al 4t Encontre del Cinema Africà a Khouribga 1990 (Marroc).
- Premi al millor director al Festival de Cinema de Cartago 1990 (Tunísia).
- Menció especial al Festival Internacional de Cinema de Locarno a Suïssa 1990.
- Premi al millor director al 3r Festival national du film de Meknes (1990).
- Menció especial del jurat al primer Festival de cinema africà a Milà 1990 (Itàlia.[3]

## Rodatge
La pel·lícula es va rodar a la península del Peñón de Vélez de la Gomera.